# Pierwszy rząd Józefa Piłsudskiego
Pierwszy rząd Józefa Piłsudskiego – gabinet pod kierownictwem Józefa Piłsudskiego, funkcjonujący od 2 października 1926 do 27 czerwca 1928.

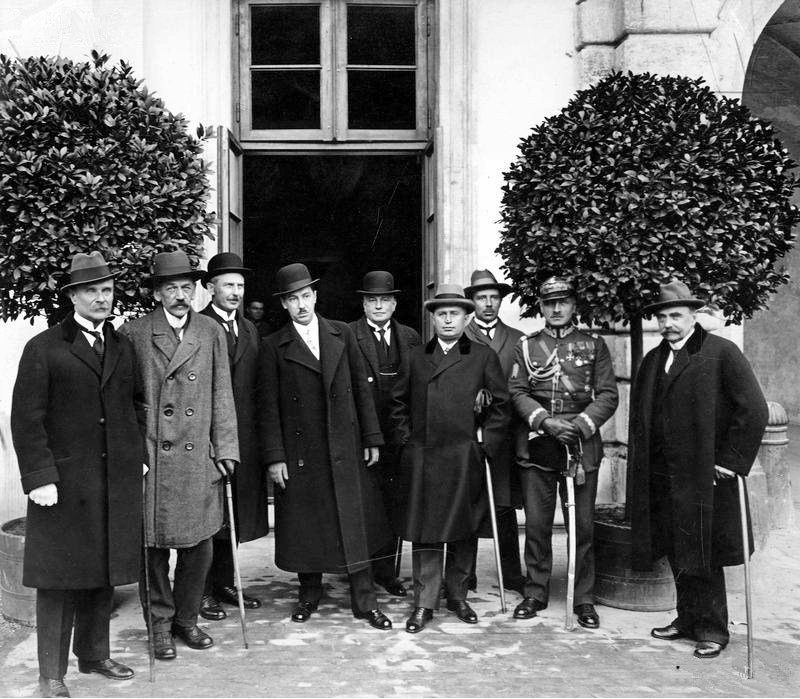
Od lewej: minister rolnictwa i dóbr państwowych Karol Niezabytowski, minister robót publicznych Jędrzej Moraczewski, minister komunikacji Paweł Romocki, minister przemysłu i handlu Eugeniusz Kwiatkowski, minister skarbu Gabriel Czechowicz, minister pracy i opieki społecznej Stanisław Jurkiewicz, minister reform rolnych Witold Staniewicz, minister spraw wewnętrznych Felicjan Sławoj Składkowski, minister sprawiedliwości Aleksander Meysztowicz

## Skład rządu
- premier – marszałek Józef Piłsudski
- wicepremier – Kazimierz Bartel (Partia Pracy)
- minister spraw wewnętrznych – Felicjan Składkowski
- minister spraw zagranicznych – August Zaleski
- minister spraw wojskowych – marszałek Józef Piłsudski
- minister sprawiedliwości – Aleksander Meysztowicz (Polska Organizacja Zachowawcza Pracy Państwowej)
- minister wyznań religijnych i oświecenia publicznego – Kazimierz Bartel (Partia Pracy) – kierownik
- minister skarbu – Gabriel Czechowicz
- minister przemysłu i handlu – Eugeniusz Kwiatkowski
- minister rolnictwa i dóbr państwowych – Karol Niezabytowski (Polska Organizacja Zachowawcza Pracy Państwowej)
- minister reform rolnych – Witold Staniewicz
- minister robót publicznych – Jędrzej Moraczewski (Polska Partia Socjalistyczna, do 24 września 1927)
- minister pracy i opieki społecznej – Stanisław Jurkiewicz
- minister komunikacji – Paweł Romocki (Polskie Stronnictwo Chrześcijańskiej Demokracji)

## Zmiany w składzie rządu
- 9 stycznia 1927 – odwołano z funkcji kierownika w Ministerstwie Wyznań Religijnych i Oświecenia Publicznego Kazimierza Bartla, jego miejsce jako minister zajął Gustaw Dobrucki.
- 19 stycznia 1927 – utworzono Ministerstwo Poczt i Telegrafów, ministrem został Bogusław Miedziński